# アジア競技大会スポーツクライミング競技
アジア競技大会スポーツクライミング競技（アジアきょうぎたいかいスポーツクライミングきょうぎ）は、2018年大会から行われている。

## 一覧
| 年   |
| ---- |
| 2018 |
| 2022 |